# 北薩拉索塔 (佛羅里達州)
北薩拉索塔（英語：North Sarasota）是位於美國佛羅里達州薩拉索塔縣的一個人口普查指定地區。

## 地理
北薩拉索塔的座標為27°22′01″N 82°30′46″W / 27.36694°N 82.51278°W，而該地最高點為海拔高度11米（即36英尺）。

## 人口
根據2010年美國人口普查的數據，北薩拉索塔的面積為9.80平方千米，當中陸地面積為9.50平方千米，而水域面積為0.30平方千米。當地共有人口3167人，而人口密度為每平方千米323人。